# Lacul Kara-Kul
Lacul Karakul sau Kara-Kul (pe turcește Karakül sau Karagöl „Lacul negru”, pe tadjică Қарoкул/Charokul) este un lac situat în Tadjikistan, Asia Centrală.

## Geografie
Lacul are o suprafață de 380 km², mai multe cursuri de apă vărsându-se în lac fără însă să aibă scurgeri. Se află în podișul Pamirului, într-o pâlnie cu un diametru de 52 km, creată prin căderea unu meteorit. Vârsta lacului se apreciază la 5 milioane de ani, ceea ce ar corespunde pliocenului.
La sud de lac, la o distanță de 15 km se află magistrala Transalai, iar la vest, la 250 km, orașul Kașgar din China. Lacul este înconjurat de o serie de munți și trecători înalte, ca pasul Kîzîlart (4.270 m). Pe malul estic se află localitatea Karaart. În sud există o peninsulă învecinată cu o insulă.
Lacul se află la o altitudine de 3900 de metri, iar adâncimea lacului variază între 19 și 230 de metri.

## Craterul de impact
Lacul Karakul se află într-o depresiune circulară interpretată ca un crater format de impactul cu un meteorit. Craterul are diametrul jantei de 52 km. Evenimentul a avut loc la mai puțin de 5 milioane de ani. Structura de impact Karakul a rămas neidentificată până când a fost descoperită prin analizarea imaginilor luate din spațiu.